# Гундоров, Давыд Васильевич Немой
Князь Давыд Васильевич Гундоров по прозванию Немой — голова, воевода и наместник во времена царствования Ивана IV Васильевича Грозного.
Из княжеского рода Гундоровы. Младший сын князя Василия Ивановича Немого-Тетёрки (Тетерьки) и княжны Фетиньи Григорьевны, дочери Полуехта Бутурлина. Имел братьев, князей: Ивана и Фёдора Васильевичей.

## Биография
В 1543 году был в числе воевод Сторожевого полка стоящего у границы с Великим княжеством литовским.
В Дворовой тетради упомянут тысячником 3-й статьи из Вязьмы (1550). Отправлен с воеводами в Казань (1554). На свадьбе казанского царя Симеона Бекбулатовича и Кутузовой-Клеопиной находился девятым в числе "поезжан" (1554). Участвовал в Ливонской войне. Упомянут головою в полоцком походе (1563/64), оставлен головою в Великих Луках для защиты (январь 1563). После взятия Полоцка оставлен 2-м воеводою "в остроге за городом" (1563). В походе из Полоцка в литовские земли 2-й воевода Сторожевого полка (1564). Воевода в Одоеве (1564), в Калуге 2-й воевода Передового полка (1564). В войске царя Шигалея в Вязьме и Ржеве 2-й воевода полка левой руки (1564). В походе против литовцев из Великих Лук под Озерище 2-й воевода полка левой руки (октябрь 1564). Входил в Земский двор (1565-1572). Послан в Почап (май 1565). В Брянском лесу 2-й воевода сторожевого полка из Почапа (июнь 1565). Дворянин 1-статьи на Земском соборе (25 июня - 02 июля 1566). Упомянут в ответной грамоте польским послам об отказе в перемирии и продолжении войны (02 июля 1566). В Великих Луках в войске возглавлял казанских людей (1567). Воевода войск левой руки в Торопце. (1568). Наместник и воевода в Рыльске (весна 1572).
Крупный землевладелец, владелец родовых владений в Суздальском уезде, а также поместий в Московском, Каширском и Ржевском уездах.

## Семья
Жена: княжна Авдотья.
Сыновья:
- Князь Гундоров Иван Давыдович имевший два прозвания: Большой и Безногий — вместе с детьми Семёном и Гаврилом просили польского короля Сигизмунда III вернуть им их вотчину полученную дедом Иваном Давыдовичем Гундоревым, село Зименки с деревнями (400 четвертей земли) и поместье Меховицы с деревнями (500 четвертей земли) в Суздальском уезде.
- Князь Гундоров Богдан Давыдович — упомянут только в "Истории родов русского дворянства" П.Н. Петрова, в остальных источниках пропущен.
- Князь Гундоров Фёдор Давыдович — бездетный.
- Князь Гундоров Иван Давыдович Меньшой — воевода.
- Князь Гундоров Гаврила Давыдович — бездетный.
- Князь Гундоров Семён Давыдович — бездетный.